# Andrés Duany
Andrés Duany (ur. 7 września 1949 w Nowym Jorku) – amerykański architekt i urbanista oraz założyciel Kongresu Nowego Urbanizmu.

## Życiorys
Duany urodził się w Nowym Jorku, ale dorastał na Kubie do 1960 roku. Uczęszczał do The Choate School i Aiglon College gdzie uzyskał tytuł licencjata w dziedzinie architektury i urbanistyki na Uniwersytecie Princeton (1971). Po roku studiów w École des Beaux Arts w Paryżu uzyskał tytuł magistra w Yale School of Architecture (1974). W 1977 został współzałożycielem międzynarodowego potentata w branży architektonicznej Arquitectonica.
Duany jest współzałożycielem i emerytowanym członkiem zarządu Kongresu Nowego Urbanizmu (CNU), założonego w 1993. Wraz ze swoją partnerką, Elizabeth Plater-Zyberk, otrzymał szereg wyróżnień i nagród, w tym nagrodę Vincenta Scully'ego przyznawaną przez Narodowe Muzeum Budownictwa w uznaniu ich wkładu w amerykańskie środowisko urbanistyczne.
Jego żoną jest Elizabeth Plater-Zyberk, która posiada polskie korzenie arystokratyczne.